# Most w Wyżnem
Most w Wyżnem – most na rzece Wisłok we wsi Wyżne, w ciągu drogi krajowej nr 19; trójprzęsłowy, belkowy, o konstrukcji zespolonej stalowo-żelbetowej; zbudowany w 1998 roku.

## Charakterystyka
Most został zbudowany w okresie od marca do grudnia 1998 roku w ciągu ówczesnej drogi krajowej nr 9 (obecnie droga krajowa nr 19) przez Przedsiębiorstwo Robót Mostowych „Mosty Łódź” SA. Kierownikami budowy byli Zbigniew Wolan i Andrzej Sołek. Jest on obiektem trójprzęsłowym ciągłym, o przęsłach rozpiętości 21 + 42 + 21 m. Jego konstrukcję stanowią cztery blachownice stalowe o pasach równoległych, zespolone z żelbetową płytą współpracującą. Fundament każdego z przyczółków został posadowiony na 8 palach wielkośrednicowych o średnicy 100 cm, a filarów żelbetowych na 12 tego samego rodzaju palach o średnicy 120 cm. Konstrukcja stalowa została wytworzona i scalona przez wytwórnię konstrukcji stalowych w Starosielcach.
Konstrukcja stalowa przęseł była montowana metodą nasuwania podłużnego. Elementy konstrukcji scalano za przyczółkiem nr 1 na specjalnych torach jezdnych, a po zmontowaniu dziobu montażowego wypychana za pomocą siłowników w kierunku podpory nr 2. W przęśle środkowym, ze względu na dużą rozpiętość przęsła, wykonano dodatkowe podpory montażowe z rur stalowych zwieńczonych oczepem, które po nasunięciu konstrukcji zostały rozebrane. Konstrukcję stalową ustawiono na filarach na specjalnych stołkach, uwzględniając podniesienie wykonawcze. Po zabetonowaniu żelbetowej płyty pomostu cała konstrukcja przęseł została opuszczona na docelowe łożyska.